# Dilys Laye
Dilys Laye, all'anagrafe Dilys Lay (Muswell Hill, 11 marzo 1934 – Londra, 13 febbraio 2009) è stata un'attrice britannica.

## Biografia

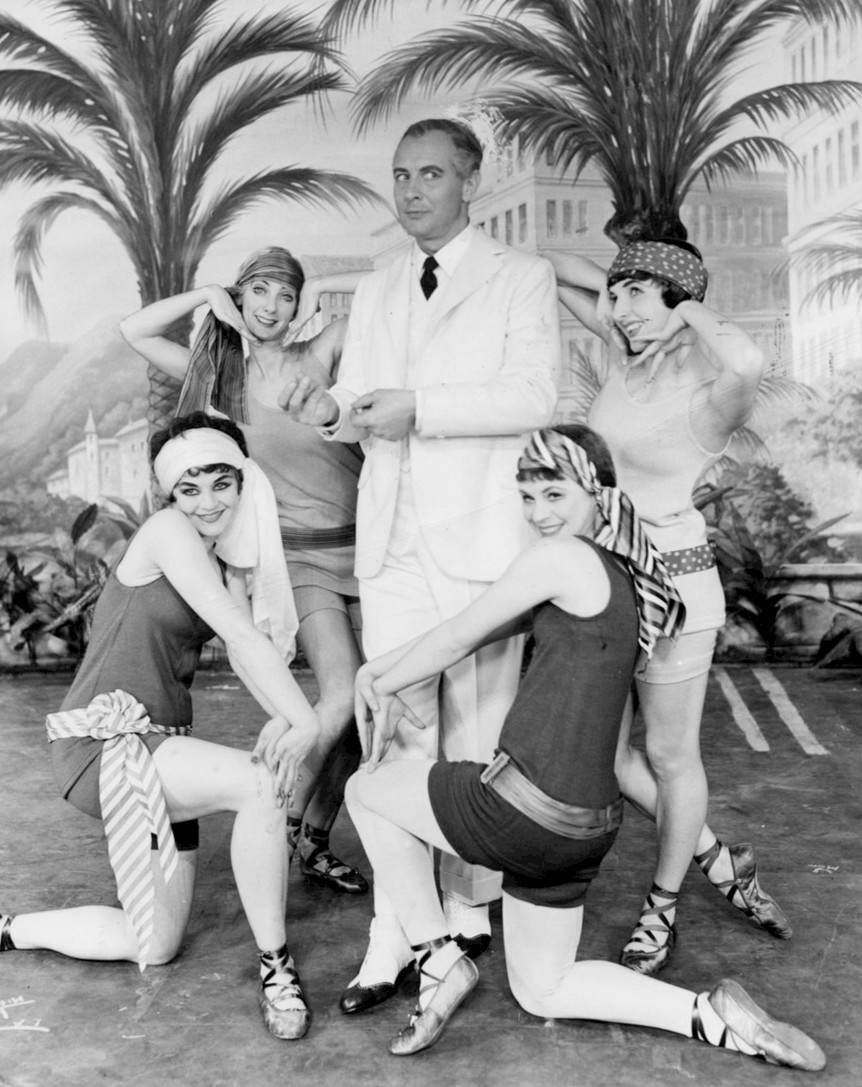
Dilys Laye (in piedi a destra di Eric Barry) in The Boy Friend a Broadway (1955)

Fece il suo debutto sulle scene a Notting Hill nel 1948, dando il via a una carriera teatrale durata sessant'anni e che la vide interpretare ruoli da protagonista  o caratterista a Londra, Broadway e con la Royal Shakespeare Company in drammi, commedie, musical e operette. L'esordio nel West End avvenne nel 1951, mentre quello a Broadway nel 1954, quando fu scelta per interpretare Dulcie in The Boy Friend con Julie Andrews. Negli anni cinquanta apparve anche in alcuni film, tra cui The Belles of St. Trinian's e Dottore a spasso. Nel 1962 interpretò per la prima volta Flo Castle nel franchise di Carry On; sarebbe tornata nella parte in altri tre film della serie. Sul finire degli anni sessanta cominciò a dedicarsi a ruoli drammatici, a partire dalla signora Shin ne L'anima buona di Sezuan di Brecht a Oxford insieme a Sheila Hancock.
Nel 1973 inaugurò un proficuo sodalizio artistico con il drammaturgo Peter Barnes, che la volle negli allestimenti delle sue opere con la Royal Shakespeare Company e all'Old Vic. Nella seconda metà degli anni ottanta si fece apprezzare come caratterista con la Royal Shakespeare Company, interpretando ruoli quali la Nutrice in Romeo e Giulietta (1986) e Glinda ne Il mago di Oz (1989); gli anni ottanta furono dedicati non solo ai grandi ruoli comici del repertorio, quale Lady Bracknell ne L'importanza di chiamarsi Ernesto (1984), ma anche al musical: esordì infatti all'Opera North in Show Boat (1989) e alla Manchester Opera House in The Pirates of Penzance con Michael Ball e Paul Nicholas (1985) ed interpretò Mrs. Lovett in Sweeney Todd: The Demon Barber of Fleet Street in tour per il Regno Unito (1989).
Inaugurò gli anni novanta interpretando Madame Giry in The Phantom of the Opera, per poi tornare a recitare con la Royal Shakespeare Company come Maria ne La dodicesima notte a Londra e Stratford-upon-Avon e cantare alla Donmar Warehouse nei musical Nine (1996) e Into the Woods (1998). Nel 2000 lavorò per l'ultima volta con la Royal Shakespeare Company nella prima britannica di The Secret Garden, sia a Stratford che a Londra (2001). Nel 2004 fu Madame de Rosemond ne Les Liaisons Dangereuses al Playhouse Theatre e vinse il Clarence Derwent Award per la sua interpretazione. Dopo aver recitato in My Fair Lady al Theatre Royal Drury Lane nel 2002 e in una tournée britannica de Le streghe di Roald Dahl nel 2005, calcò per l'ultima volta le scene nel 2006, in un allestimento del Nicholas Nickleby a Chichester. Durante le repliche le fu diagnosticato il cancro ai polmoni che l'avrebbe portata alla morte nel 2009 all'età di 74 anni.

## Filmografia parziale

### Cinema
- Dottore a spasso (Doctor at Large), regia di Ralph Thomas (1957)
- Idol on Parade, regia di John Gilling (1959)
- Su e giù per le scale (Upstairs and Downstairs), regia di Ralph Thomas (1959)
- Norman astuto poliziotto (On the Beat), regia di Robert Asher (1962)
- La contessa di Hong Kong (A Countess from Hong Kong), regia di Charlie Chaplin (1967)

### Televisione
- Alice nel Paese delle Meraviglie (Alice in Wonderland), regia di Nick Willing - film TV (1999)

## Doppiatrici italiane
Nelle versioni in italiano dei suoi film Dilys Laye è stata doppiata da:
- Rosetta Calavetta in Dottore a spasso
- Gabriella Genta ne Straordinaria Mrs. Pritchard